# Гонсалес, Фелипе
Фели́пе Гонса́лес Ма́ркес (исп. Felipe González Márquez; род. 5 марта 1942, Севилья) — испанский государственный и политический деятель, премьер-министр Испании с 1982 по 1996 год.

## Биография
Родился в Севилье в семье со средним достатком. Получил образование в Севильском университете, в котором окончил юридический факультет в 1965 году. Долгое время работал адвокатом, защищая права рабочих. На одном из процессов ему пришлось защищать Николаса Редондо, который впоследствии отказался баллотироваться на пост генсека ИСРП в пользу Гонсалеса, и посвятил себя профсоюзной работе, став президентом крупнейшего профсоюзного объединения Испании — Всеобщего союза трудящихся. Уже после прихода социалистов к власти эти тесные отношения будут испорчены первыми всеобщими забастовками в демократической Испании.
В 1964 году вступил в ИСРП, находившуюся в то время в подполье, носил партийную кличку «Исидор» и быстро продвигался в партийной карьере. В 1970 году на съезде в Тулузе он был избран членом исполкома партии, но через три года подал во отставку с этого поста из-за разногласий с генеральным секретарем Родольфо Льописом. На съезде партии в 1974 году во французском Сюрене был избран генеральным секретарём партии, сменив на этом посту Льописа. Стал представителем нового поколения политиков-реформаторов среди испанских социалистов; известна его фраза, выдвинутая в форме ультиматума своей партии: «Марксизм или я». В 1979 году ИСРП под его давлением окончательно отказалась от марксистской идеологии.
В 1977 году на первых демократических выборах в стране Гонсалес получил мандат депутата Конгресса и возглавил оппозиционную фракцию.
На выборах 1982 года ИСРП победила, получив абсолютное большинство мест в обеих палатах кортесов. Гонсалес занял пост председателя Правительства Испании и сохранял его со 2 декабря 1982 по 5 мая 1996 года. На выборах в 1986 году ИСРП повторила свой успех, а в 1989 году социалистам не хватило одного депутата, чтобы добиться третьей победы подряд с абсолютным большинством депутатских мандатов на всеобщих выборах.

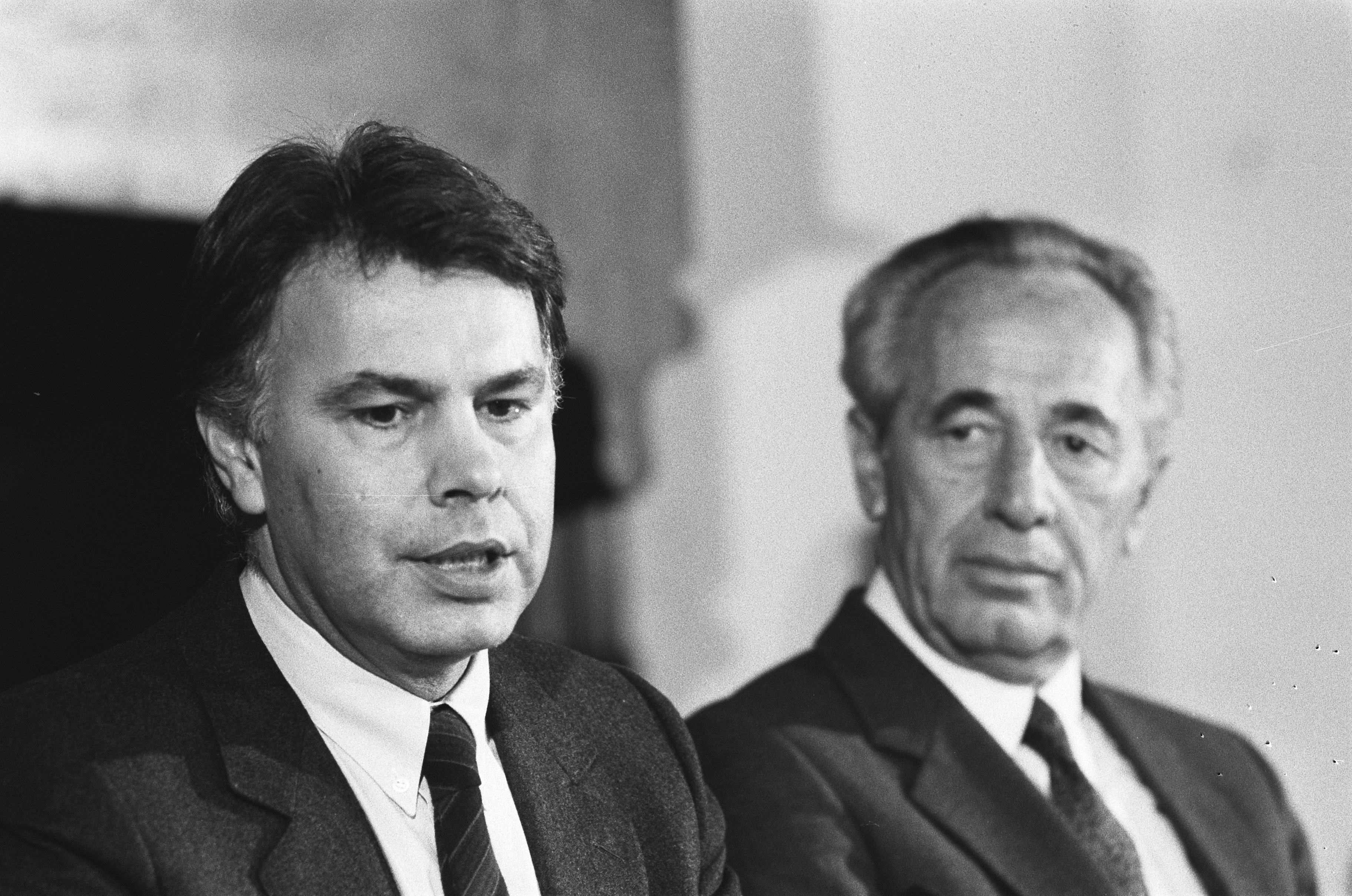
Гонсалес (слева) и премьер-министр Израиля Шимон Перес в 1986 году

За 14 лет, в течение которых Гонсалес возглавлял правительство, в Испании были проведены реформы, позволившие ей стать высокоразвитой страной. Тем не менее, многие решения Гонсалеса были весьма спорными. Находясь в оппозиции, он выступал против участия Испании в НАТО, но затем способствовал сохранению членства страны в этой организации, агитируя за это перед референдумом в 1986 году. Он поддержал войну в Персидском заливе в 1991 году, отправив туда испанский военный контингент и предоставив испанские аэродромы для американских бомбардировщиков, бомбивших Ирак. Экспроприация крупного промышленного холдинга Rumasa также является предметом критики деятельности Гонсалеса.
В тот же период Испания вступила в ЕС (1986), провела Олимпийские игры в Барселоне (1992), Всемирную выставку в Севилье (1992), что подняло её авторитет на международной арене. В стране значительно повысился уровень жизни. В то же время коррупционные скандалы подорвали популярность Гонсалеса и его партии среди населения. В 1993 году ИСРП вновь победила на выборах, хотя уже не получила абсолютного большинства. Решающим ударом по престижу социалистов, повлёкшим их поражение на выборах в 1996 году, стала публикация о борьбе государства, тайной и вне рамок закона, против терроризма баскских сепаратистов. Через год после поражения социалистов на выборах, 20 июня 1997 года покинул пост председателя партии.
14 декабря 2007 года главы государств и правительств стран ЕС на форуме в Брюсселе выбрали Гонсалеса главой группы реагирования, или «Комитета мудрецов».

## Семья
В 1969—2008 годах был женат на Кармен Ромеро Лопес. У них трое детей: Пабло, Давид и Мария Гонсалес Ромеро.

## Награды
| Страна           | Дата                        | Награда                                                                                              | Награда                                                                                              | Литеры |
| ---------------- | --------------------------- | --- | --- | ------ |
| Испания          | 2 декабря 1982 — 5 мая 1996 | Великий канцлер ордена Карлоса III                                                                   | Великий канцлер ордена Карлоса III                                                                   |        |
| Португалия       | 6 января 1984 —             | Кавалер Большого креста ордена Христа                                                                | Кавалер Большого креста ордена Христа                                                                | GCC    |
| Испания          | 20 июня 1984 —              | Кавалер Большого креста Военных заслуг белого дивизиона                                              | Кавалер Большого креста Военных заслуг белого дивизиона                                              |        |
| Куба             | 14 ноября 1986 —            | Кавалер ордена Хосе Марти                                                                            | Кавалер ордена Хосе Марти                                                                            |        |
| Европейский союз | 20 мая 1993 —               | Лауреат Международной премии имени Карла Великого                                                    | Лауреат Международной премии имени Карла Великого                                                    |        |
| Испания          | 10 мая 1996 —               | Кавалер цепи ордена Изабеллы Католической                                                            | Кавалер цепи ордена Изабеллы Католической                                                            |        |
| Австрия          | 1996 —                      | Кавалер Большого креста с Золотой звездой почётного знака «За заслуги перед Австрийской Республикой» | Кавалер Большого креста с Золотой звездой почётного знака «За заслуги перед Австрийской Республикой» |        |
| Гватемала        | 2004 —                      | Кавалер Большого креста ордена Кетцаля                                                               | Кавалер Большого креста ордена Кетцаля                                                               |        |